# Червона білопоясна порода
Червона білопоясна порода — порода свиней української селекції м'ясо-сального напряму. Виведена вченими Полтавського інституту свинарства УААН ім. О. В. Квасницького. Затверджена наказом Міністерства аграрної політики України та Української академії аграрних наук № 324/47 від 14 травня 2007 року.

## Історія виведення
Робота зі створення червоної білопоясної породи розпочалася у відповідності з Наказом міністерства сільського господарства УРСР «Про міри по прискоренню виведення нових високопродуктивних порід сільськогосподарських тварин» № 305 від 24 лютого 1984 року. Необхідність у створенні лінії була викликана підвищеним попитом товарного свинарства на скороспілих м'ясних кнурів для масового використання їх у регіональних системах породно-лінійної та міжлінійної гібридизації.
Порода створена в результаті застосування методу складного відтворювального схрещування полтавського м'ясного типу свиней ПМ-1 та помісей різних поєднань порід великої білої, ландрас, гемпшир і дюрок. При створенні нової лінії ставилася мета одержувати високий гетерозисний ефект при поєднанні кнурів лінії з матками районованих порід, а гібридний молодняк від таких поєднань при забої живою масою 115—120 кг мав відповідати вимогам стандарту на м'ясну свинину.
Автори породи — науково-виробничий колектив під керівництвом академіка Рибалко В. П.

## Характеристика
Свині червоної білопоясної породи — порівняно великі тварини, пропорційної будови тіла, з добре розвиненими м'ясними формами. Середня жива маса кнурів 316 кг, довжина тулуба — 184 см; свиноматок, відповідно, — 245 кг і 169 см. Середній рівень відгодівельних та м'ясних якостей: вік досягнення маси 100 кг — 176,5 днів; середньодобовий приріст на відгодівлі — 846 г, вихід м'яса в туші — 62,1 %, товщина шпику на рівні 67 ребер — 25 мм.